# Selvmordskult
Selvmordskult er en sekt eller kult som ender med at begå Kollektivt selvmord.
Fx: Peoples Temple, Soltemplet’s Orden, og Heaven's Gate.
| Religion | Spire Denne religionsartikel er en spire som bør udbygges. Du er velkommen til at hjælpe Wikipedia ved at udvide den. |